# Rosa Matilda Richter

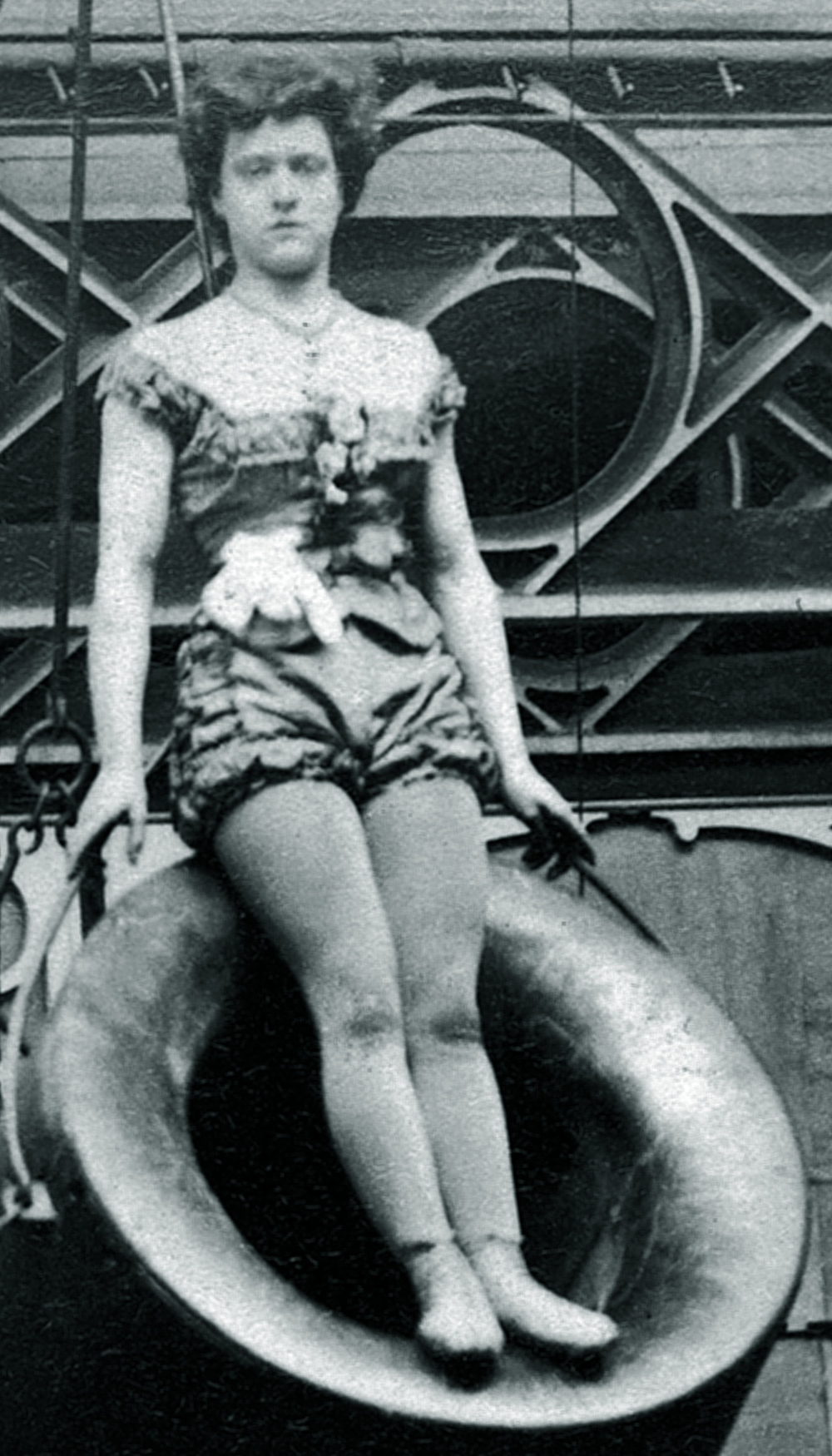
Rosa Matilda Richter als Zazel 1897

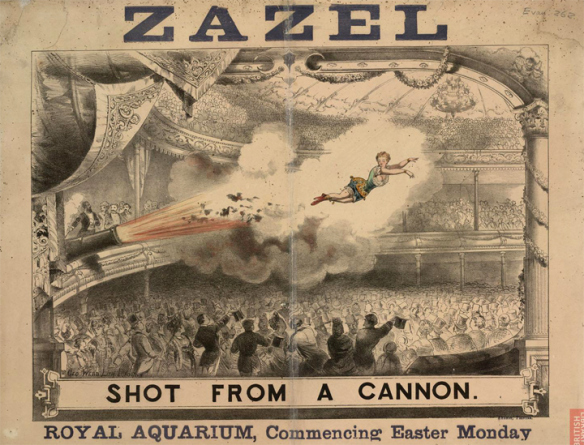
Plakat für die „Menschliche Kanonenkugel“ im Royal Aquarium

Rosa Matilda Richter, Künstlername Zazel, (auch: Rossa, Ehename Rosa Starr; * 14. April 1862 in London; † 8. Dezember 1937 in England) war eine deutsch-englische Zirkusartistin, die als erste „menschliche Kanonenkugel“ Berühmtheit erlangte. Als erster weiblicher Akrobatik-Zirkusstar ebnete sie den Weg für Frauen, die ihr in diesem Beruf nachfolgten.

## Leben
Rosa Matilda Richter wurde als zweite Tochter der englischen Zirkustänzerin Susanna Richter und des deutschen, nach eigenen Angaben aus Dresden stammenden Zirkus- und Theateragenten Ernst Richter 1862 in London geboren.
Als Kind wurde sie in Akrobatik ausgebildet und trat als Sängerin und Tänzerin auf Londoner Bühnen auf. Bereits mit fünf Jahren habe sie ihr Bühnendebüt als Pantomimin gegeben. Als „La Petite Lulu“ trat sie im Alter von elf Jahren erstmals am Trapez auf und tourte mit einer „siamesischen“ Akrobatikgruppe durch Europa, mit Auftritten in Dublin, Marseille und Toulouse. Nachdem sie in Toulouse einen Unfall hatte und verletzt wurde, holte ihr Vater sie 1873 zurück nach London. Später trat sie mit William Leonard Hunt auf, einem bekannten kanadischen Akrobaten, der als „The Great Farini“ unter anderem 1860 auf einem Seil über die Niagarafälle gelaufen war.
Dieser präsentierte am 2. April 1877 im Londoner Royal Aquarium erstmals eine neue Attraktion mit Zazel in der Hauptrolle, welche als „menschliche Kanonenkugel“ in die Zirkusgeschichte einging: Zazel kletterte in eine an der Wand befestigte, auf das Fangnetz ausgerichtete „Kanone“, der in Wirklichkeit ein Federmechanismus zugrunde lag, und wurde über das Publikum hinweg in ein Fangnetz „geschossen“. Die Show war spektakulär – eine scheinbar zarte, hilflose junge Frau, passiv ausgeliefert ihrem „dämonischen Impresario“, jedoch auch autonom durch ihre athletische Körperlichkeit – und hatte im viktorianischen London enormen Erfolg mit einem täglichen Publikum von teilweise mehr als 20.000 Menschen. Bis Anfang 1878 lief das Programm, auch leicht abgewandelt, 1300 Mal im Aquarium.
Bei einem Auftritt in Portsmouth 1879 hatte Rosa aufgrund eines verrotteten Fangnetzes einen Unfall – sie stürzte auf den Boden und war zumindest so verletzt, dass sie am nächsten Tag nicht auftreten konnte. Ein weiterer Unfall in Chatham schließlich provozierte zunehmende Kritik an den Auftritten – es wurde sogar eine Gesetzesinitiative auf den Weg gebracht, die insbesondere gefährliche Akrobatik von Frauen und Kindern stark eingeschränkt hätte. Auch Rosas Vater unternahm Versuche, sie von den Auftritten abzubringen, wie ein Interview von 1879 belegt. Er warf seiner Frau (von der er offenbar in Trennung oder geschieden lebte) vor, Rosas Leben in Gefahr zu bringen, um Einnahmen durch ihre Auftritte zu erzielen.
Ab 1880 nahm Barnum Farini und Zazel mit ihrer Show unter Vertrag und Farini nutzte die Gelegenheit, sich dadurch möglichen Restriktionen zu entziehen.
Die beiden tourten mit ihrer Show ab 1880 mit Barnum durch 15 Bundesstaaten der USA, wobei allein die Show in Chicago 100.000 Menschen gesehen haben sollen. Es folgte 1881 eine temporäre Rückkehr nach London mit weiteren Auftritten im Aquarium (die Aufregung um die gefährlichen Auftritte hatte sich etwas gelegt), und eine weitere Saison 1882 mit Barnum. Farini verkaufte die Show inzwischen gleich mehrfach und hatte mehr als fünf Artistinnen unter Vertrag, die als Zazel auftraten.
Anfang der 1880er Jahre heiratete Rosa Richter George O. Starr, der unter anderem als Talentscout für Barnum und andere große amerikanische Zirkusse arbeitete. Sie beendete ihre Zusammenarbeit mit Farini und zog sich etwas aus dem Geschäft zurück – ohne Farini, der sich seine „Kanonen“-Technik und die Show hatte patentieren lassen, konnte sie diese nicht zeigen. Ende der 1880er Jahre trat sie in den USA wieder auf, immer noch als Star, allerdings mit anderen akrobatischen Shows. Unter anderem arbeitete sie jahrelang mit der New Yorker Feuerwehr zusammen, für die sie einen Sprung in Alltagskleidung aus dem vierten Stock eines Hauses ins Sprungtuch demonstrierte, um Frauen die Angst davor zu nehmen und die Sicherheit dieser Rettungsmethode zu demonstrieren.
Das Ende ihrer Karriere wurde durch einen schweren Absturz aus 15 Meter Höhe eingeleitet, während sie 1891 mit dem Forepaugh-Zirkus in Las Vegas in New Mexico auftrat: sie war zwar nicht gelähmt, konnte aber nicht mehr arbeiten und zog sich ins Privatleben zurück.
Als ihr Ehemann Vertreter für Barnum & Bailey in Europa und später Manager des Crystal Palace wurde, ging sie mit ihm zurück nach England. George O. Starr starb 1915 in Upper Norwood. Seinen letzten Wunsch, seine Asche „in alle vier Winde“ zu zerstreuen, erfüllte Rosa Starr 1916 auf einer Schiffsreise in die Vereinigten Staaten.
Gegen Ende ihres Lebens hielt sich die Artistin in Monte Carlo auf. Einer Zeitungsnotiz in The Bystander von 1933 zufolge genieße sie an der Riviera ihr Leben, spiele gelegentlich Roulette und habe ein Gemälde, das George Frederic Watts von ihr einst gemalt habe, in ihrem Besitz. Zwei neuere Bücher geben 1922 oder 1923 als ihr Todesjahr an; britische Zeitungsberichte weisen jedoch darauf hin, dass sie erst am 8. Dezember 1937 in Norwood starb.